# Phyllolabis confluenta
Phyllolabis confluenta är en tvåvingeart som beskrevs av Alexander 1927. Phyllolabis confluenta ingår i släktet Phyllolabis och familjen småharkrankar. Inga underarter finns listade i Catalogue of Life.